# 로테 레만

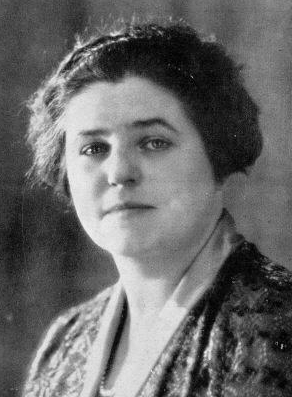
로테 레만

로테 레만(독일어: Lotte Lehmann, 1888년 2월 27일 ~ 1976년 8월 26일)은 독일의 소프라노 성악가이다.
페를레베르크에서 태어나 마틸데 마링거에게 사사하였다. 1909년 함부르크에서 〈마술피리〉의 제1동자로 데뷔를 하여 1914년에서 1938년까지 빈 국립가극장에서 활약을 하였다. 리하르트 슈트라우스의 〈낙소스의 아리아드네〉나 〈그림자 없는 여인〉 등의 초연에 주역으로 참가하였다. 1934에서 1945년까지는 뉴욕의 메트로폴리탄 가극장에서 활약하는 한편, 세인트 바바라에서 문하의 교육에 힘쓰고 훗날 미국에 귀화하여 많은 후배를 지도하였다.
뛰어난 가창과 음악성은 오페라뿐 아니라 독일 가곡의 세계에서도 인정받았으며, 시의 낭독에 뛰어난 소질을 보였다. 취입 레코드도 SP시대에 수가 많았으며 특히 슈만의 가창 등은 전형적이다. 저작도 많으며 문하생의 교육을 맡아 많은 공적을 남겼다.